# Pedioplanis
Pedioplanis – rodzaj jaszczurek z rodziny jaszczurkowatych (Lacertidae).

## Zasięg występowania
Rodzaj obejmuje gatunki występujące w Afryce Subsaharyjskiej.

## Systematyka

### Etymologia
Pedioplanis: gr. πεδιον pedion „równina, pole”, od πεδον pedon „ziemia, grunt”, od πους pous, ποδος podos „stopa”; πλανης planēs „wędrowiec, włóczęga”, od πλαναω planaō „wędrować”.

### Podział systematyczny
Do rodzaju należą następujące gatunki: 
- Pedioplanis benguelensis (Bocage, 1867)
- Pedioplanis branchi Childers, Kirchhof & Bauer, 2021
- Pedioplanis breviceps (Sternfeld, 1911)
- Pedioplanis burchelli (Duméril & Bibron, 1839)
- Pedioplanis gaerdesi (Mertens, 1954)
- Pedioplanis haackei Conradie, Measey, Branch & Tolley, 2012
- Pedioplanis huntleyi Conradie, Measey, Branch & Tolley, 2012
- Pedioplanis husabensis Berger-Dell’Mour & Mayer, 1989
- Pedioplanis inornata (Roux, 1907)
- Pedioplanis laticeps (Smith, 1845)
- Pedioplanis lineoocellata (Duméril & Bibron, 1839)
- Pedioplanis mayeri Childers, Kirchhof & Bauer, 2021
- Pedioplanis namaquensis (Duméril & Bibron, 1839)
- Pedioplanis rubens (Mertens, 1954)
- Pedioplanis serodioi Parrinha, Marques, Heinicke, Khalid, Parker, Tolley, Childers, Conradie, Bauer & Ceríaco, 2021
- Pedioplanis undata (Smith, 1838)